# ماري ميلز
ماري ميلز (بالإنجليزية: Mary Mills)‏ هي موسيقية ومغنية ومغنية أوبرا أمريكية، ولدت في 10 يوليو 1964.